# Aeroportul Badu Island
Aeroportul Badu Island (IATA: BDD, ICAO: YBAU) este un aeroport din Queensland, Australia.
Situat la o altitudine de 10 m, aeroportul dispune de o singură pistă. Este operat de Torres Strait Regional Authority⁠(d).